# Augentrost-Blütenspanner
Der Augentrost-Blütenspanner (Eupithecia laquaearia) ist ein Schmetterling (Nachtfalter) aus der Familie der Spanner (Geometridae). Das Artepitheton basiert auf dem lateinischen Wort laquear mit der Bedeutung „getäfelte Decke“ und bezieht sich auf die Zeichnung der Falter.

## Merkmale

### Falter
Die Flügelspannweite der Falter beträgt 17 bis 19 Millimeter. Die Grundfarbe sämtlicher Flügel variiert von hellgrau über gelbgrau bis zu bräunlich grau. Deutlich hebt sich der schwarze, gestreckte Diskoidalfleck auf der Vorderflügeloberseite ab. Die schmalen gelbgrauen Binden sowie die dunklen Querlinien sind meist leicht verschwommen. Die Hinterflügel sind in der Basalregion etwas aufgehellt und zeigen einen sehr kleinen Mittelpunkt. Die Fransen sämtlicher Flügel sind gescheckt.

### Raupe, Puppe
Ausgewachsene Raupen sind glatt und schlank, der Vorderteil ist leicht verjüngt. Sie sind gelblich oder grünlich gefärbt und zeigen auf dem Rücken auf jedem Segment einen großen eckigen rotbraunen Fleck. Die bernsteingelbe Puppe ist mit grünen Flügelscheiden versehen. Am dunkelbraunen Kremaster befinden sich zwei große sowie sechs kleine Hakenborsten.

### Ähnliche Arten
Die mit einer ähnlichen Flügelmusterung versehenen Falter von Leinkraut-Blütenspanner (Eupithecia linareata), Rotfingerhut-Blütenspanner (Eupithecia pulchellata) und Gelbfingerhut-Blütenspanner (Eupithecia pyreneata) sind sämtlich markanter und bunter gezeichnet.

## Verbreitung und Vorkommen
Die Art ist in Südeuropa weit verbreitet, aus West- und Mitteleuropa liegen punktuelle Nachweise vor. Sie fehlt auf den Britischen Inseln und in Fennoskandinavien. Der Augentrost-Blütenspanner kommt auf feuchten Wiesen, in Niedermooren oder an Waldrändern vor, ist jedoch auch auf Sandrasen und weiterem trockenem Gelände zu finden, sofern die Nahrungspflanze der Raupen dort vorkommt. In den Alpen steigt er bis in Höhen von 1800 Metern.

## Lebensweise

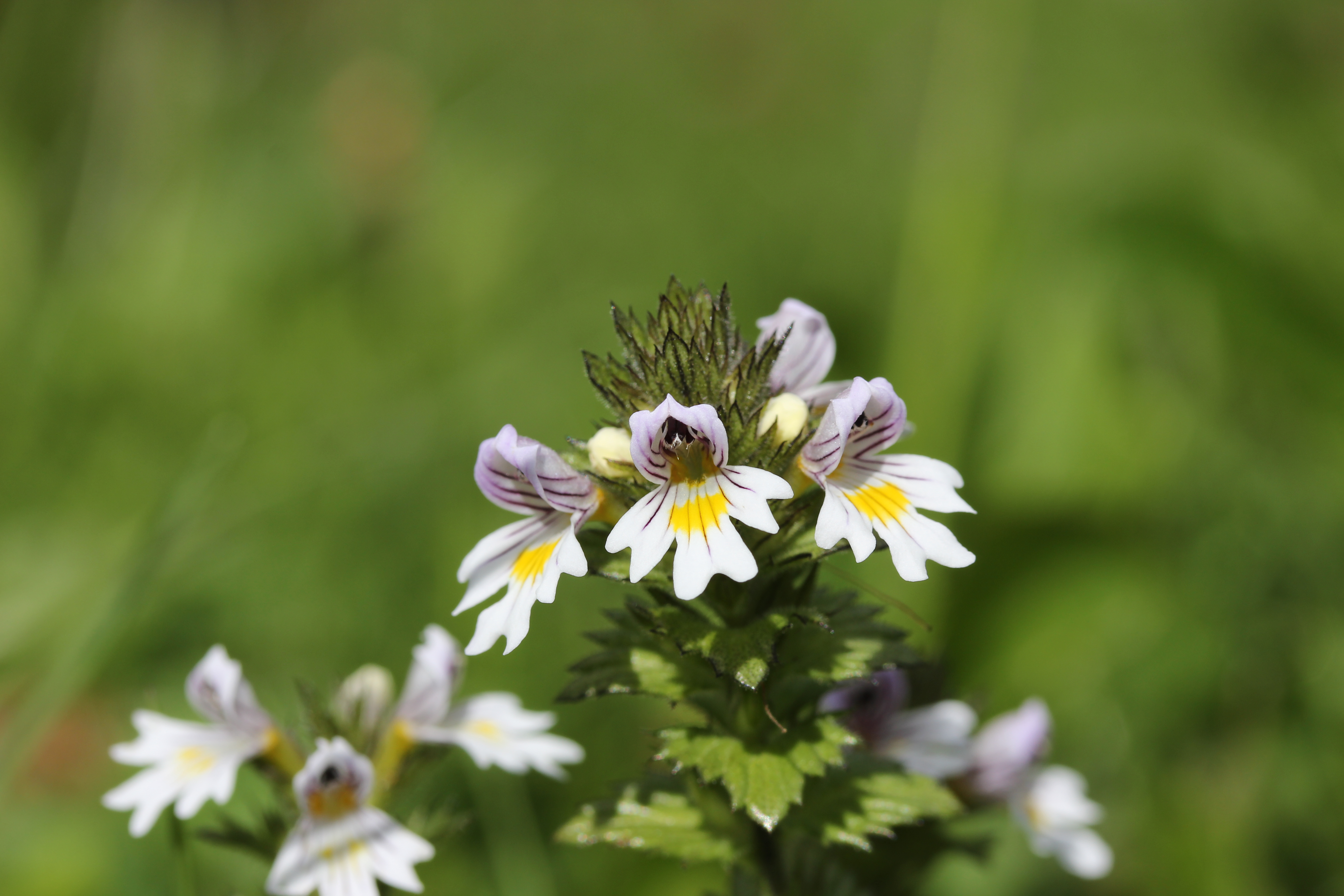
Blüte des Wiesen-Augentrost,
der Hauptnahrung der Raupen

Die Art bildet in klimatisch günstigen Zonen zwei Generationen pro Jahr, deren Falter in den Monaten Mai und Juni bzw. Juli und August fliegen. Sie sind dämmerungs- und nachtaktiv und lassen sich von künstlichen Lichtquellen anlocken. Die Eiablage erfolgt an oder in die Blüten der Nahrungspflanze. Die jungen Raupen halten sich zunächst vollständig innerhalb der Blüten auf, deren Öffnung sie zuspinnen. Die erwachsenen Raupen leben zum Teil gesellig auch außerhalb der Blüten und ruhen tagsüber kopfunter an der Pflanze. Sie ernähren sich anfangs von den Blüten, später auch von den Früchten ihrer Hauptnahrungspflanze, dem Wiesen-Augentrost (Euphrasia rostkoviana). Zuweilen wird auch Steifer Augentrost (Euphrasia stricta) oder Gelber Zahntrost (Odontites luteus) als Nahrung angenommen. Die Puppen der zweiten Generation überwintern.

## Gefährdung
Der Augentrost-Blütenspanner kommt in Deutschland in den einzelnen Bundesländern meist lokal und selten vor, fehlt in den nördlichen Gebieten gänzlich und wird auf der Roten Liste gefährdeter Arten als „stark gefährdet“ eingestuft. In Baden-Württemberg galt er über viele Jahre als ausgestorben. Seit 2007 wurden jedoch einige Exemplare, vorwiegend im Schwarzwald wieder nachgewiesen.